# Günther gestehe
Günther gestehe ist ein Lied der deutsch-griechischen Sängerin Vicky Leandros aus dem Jahr 1997.

## Entstehung und Veröffentlichung
Das Lied wurde von der Interpretin selbst, zusammen mit Norbert Hammerschmidt und Jack White, geschrieben beziehungsweise komponiert. White zeichnete darüber hinaus auch für die Produktion verantwortlich.
Die Erstveröffentlichung von Günther gestehe erfolgte als Single am 20. Januar 1997 bei White Records. Diese erschien als CD-Maxi-Single mit drei weiteren Versionen des Liedes als B-Seiten (Katalognummer: 74321 44424 2). Im gleichen Jahr erschien das Lied auch als Teil von Leandros’ Studioalbum Gefühle (Katalognummer: 74321 46546 2).

## Charts und Chartplatzierungen
| ChartsChartplatzierungen | Höchstplatzierung | Wochen |
| ------------------------ | ----------------- | ------ |
| Deutschland (GfK)        | 90 (4 Wo.)        | 4      |